# Anastoechus varipecten
Anastoechus varipecten är en tvåvingeart som beskrevs av Mario Bezzi 1921. Anastoechus varipecten ingår i släktet Anastoechus och familjen svävflugor. Inga underarter finns listade i Catalogue of Life.